# マルタ・フィエディナ
マルタ・フィエディナ（ウクライナ語: Марта Вадимівна Федіна; 2002年2月1日 - ）は、ウクライナのアーティスティックスイミング選手である。彼女は2018年ヨーロッパ水泳選手権で優勝した。
2020年東京オリンピックのアーティスティックスイミング競技（新型コロナウイルス感染症の世界的流行で2021年に延期）において、アナスタシア・サフチュクとともにデュエットに出場し、テクニカルルーティンとフリールーティンで総得点189.4620によりウクライナで初めてのメダルを獲得した。8月7日、ウクライナ代表としてチームに出場し、190.3018で3位となり、2個目の銅メダルを獲得した。
また、彼女は、ハンガリーのブダペストで開催された2022年世界水泳選手権のアーティスティックスイミング競技において、ソロテクニカルルーティンで銀メダルを獲得した。